# Morgongiori
Morgongiori – miejscowość i gmina we Włoszech, w regionie Sardynia, w prowincji Oristano.
Według danych na rok 2004 gminę zamieszkiwało 891 osób, 19,8 os./km². Graniczy z Ales, Curcuris, Marrubiu, Masullas, Pompu, Santa Giusta, Siris i Uras.